# Халкоген
Халкогени (енгл. Chalcogen — „који стварају руду”) су 16. група (од 18) хемијских елемената у периодном систему елемената. У овој групи се налазе: кисеоник, сумпор, селен, телур, полонијум, и ливерморијум. У овој групи се налазе три неметала, два металоида и један слаб метал. Сви елементи ове групе се јављају у природи сем Унунхексијума који је вештачки добијен. У овој групи сви елементи су у чврстом агрегатном стању. Атомске масе ових елемената крећу се између 16 и 293. Ова група носи називе: кисеоникова група хемијских елемената и VIА група хемијских елемената.
Предвиђено је да ће хемијски некарактеристични синтетички елемент ливерморијум (Lv) бити и халкоген. Често се кисеоник третира одвојено од осталих халкогена, понекад је чак и потпуно искључен из опсега појма „халкоген“, због веома различитог хемијског понашања од сумпора, селена, телура и полонијума. Реч „халкоген“ потиче од комбинације грчке речи khalkόs (χαλκός) која превасходно значи бакар (израз се такође користио за бронзу/месинг, било који метал у поетском смислу, руду или кованицу), и латинизоване грчке речи genēs, што значи рођен или произведен.
Сумпор је познат од давнина, а кисеоник је у 18. веку препознат као елемент. Селен, телур и полонијум откривени су у 19. веку, а ливерморијум 2000. Сви халкогени имају шест валентних електрона, остављајући им два електрона мање од пуне спољне љуске. Њихова најчешћа оксидациона стања су −2, +2, +4 и +6. Они имају релативно ниске атомске полупречнике, посебно они лакши.
Лакши халкогени су типично нетоксични у свом елементарном облику и често су критични за живот, док су тежи халкогени типично токсични. Сви природни халкогени имају одређену улогу у биолошким функцијама, било као хранљиви састојци или као токсини. Селен је важан нутријент (између осталог и као градивни елемент селеноцистеина), али је такође обично токсичан. Телур често има непријатне ефекте (иако га неки организми могу користити), а полонијум (посебно изотоп полонијум-210) је увек штетан због своје радиоактивности.
Сумпор има више од 20 алотропа, кисеоник има девет, селен има најмање осам, полонијум има два, а до сада је откривена само једна кристална структура телура. Постоје бројна органска једињења халкогена. Не рачунајући кисеоник, органска једињења сумпора су генерално најчешћа, затим органска једињења селена и органска једињења телура. Овај тренд се такође јавља код халкогених пництида и једињења која садрже халкогене и елементе угљеничне групе.
Кисеоник се генерално добија раздвајањем ваздуха на азот и кисеоник. Сумпор се вади из нафте и природног гаса. Селен и телур се производе као нуспроизводи прераде бакра. Полонијум и ливерморијум су најдоступнији у акцелераторима честица. Примарна употреба елементарног кисеоника је у производњи челика. Сумпор се углавном претвара у сумпорну киселину, која се увелико користи у хемијској индустрији. Најчешћа примена селена је производња стакла. Једињења телурија се углавном користе у оптичким дисковима, електронским уређајима и соларним ћелијама. Неке од примена полонијума су последица његове радиоактивности.

## Особине

### Атомски и физички
Халкогени показују сличне обрасце у конфигурацији електрона, посебно у најудаљенијим љускама, где сви имају исти број валентних електрона, што резултира сличним трендовима у хемијском понашању:
|     | Елемент      | Бр. електрона/љусци                  |
| --- | ------------ | ------------------------------------ |
| 8   | Кисеоник     | 2, 6                                 |
| 16  | Сумпор       | 2, 8, 6                              |
| 34  | Селенијум    | 2, 8, 18, 6                          |
| 52  | Телур        | 2, 8, 18, 18, 6                      |
| 84  | Полонијум    | 2, 8, 18, 32, 18, 6                  |
| 116 | Ливерморијум | 2, 8, 18, 32, 32, 18, 6 (предвиђено) |

| Елемент      | Тачка топљења (°) | Тачка кључања (°) | Густина при СТП (3) |
| ------------ | ----------------- | ----------------- | ------------------- |
| Кисеоник     | −219              | −183              | 0.00143             |
| Сумпорт      | 120               | 445               | 2.07                |
| Селенијум    | 221               | 685               | 4.3                 |
| Телур        | 450               | 988               | 6.24                |
| Полонијум    | 254               | 962               | 9.2                 |
| Ливерморијум | 220 (предвиђено)  | 800 (предвиђено)  | 14 (предвиђено)     |

Сви халкогени имају шест валентних електрона. Сви чврсти, стабилни халкогени су меки и не проводе топлоту добро. Електронегативност се смањује према халкогенима са већим атомским бројевима. Густина, тачке топљења и кључања, атомски и јонски радијуси имају тенденцију повећања према халкогенима са већим атомским бројевима.

### Изотопи
Од шест познатих халкогена, један (кисеоник) има атомски број једнак нуклеарном магијском броју, што значи да њихова атомска језгра имају тенденцију повећане стабилности према радиоактивном распаду. Кисеоник има три стабилна изотопа и 14 нестабилних. Сумпор има четири стабилна изотопа, 20 радиоактивних и један изомер. Селен има шест опсервационо стабилних или скоро стабилних изотопа, 26 радиоактивних изотопа и 9 изомера. Телур има осам стабилних или скоро стабилних изотопа, 31 нестабилан и 17 изомера. Полонијум има 42 изотопа, од којих ниједан није стабилан. Он има додатних 28 изомера. Поред стабилних изотопа, у природи се јављају и неки радиоактивни изотопи халкогена, било зато што су производи распадања, попут 210, зато што су примордијални, попут 82Se, због спалације космичких зрака, или преко нуклеарне фисије уранијума. Откривени су изотопи ливерморијума од 290 до 293Lv; најстабилнији изотоп је 293Lv, са полуживотом од 0,061 секунде.
Међу лакшим халкогенима (кисеоник и сумпор), већина изотопа сиромашних неутронима пролази кроз емисију протона, изотопи умерено сиромашни неутронима пролазе кроз хватање електрона или β+ распад, изотопи умерено богати неутронима пролазе кроз β−распадање, а већина неутронима богатих изотопа пролази кроз емисију неутрона. Средњи халкогени (селен и телур) имају сличне тенденције распада као лакши халкогени, али њихови изотопи не подлежу емисији протона, и неки од изотопа телура са највећим бројем неутрона подлежу алфа распаду. Изотопи полонијума имају тенденцију распадања са алфа или бета распадом. Изотопи са нуклеарним спиновима су чешћи међу халкогенима селеном и телуром него код сумпора.

### Алотропи
Најчешћи алотроп кисеоника је двоатомни кисеоник или O2, реактивни парамагнетни молекул који је свеприсутан аеробним организмима и има плаву боју у течном стању. Други алотроп је O3 или озон, што је три атома кисеоника повезана заједно у савијеној формацији. Постоји и алотроп зван тетракисеоник, или O4, и шест алотропа чврстог кисеоника, укључујући „црвени кисеоник“, који има формулу O8.